# شناسایی مهمات معیوب
روشی که توسط یک کمپانی تسلیحات سازی آمریکایی ارائه شده از یک رنگ گرمارنگی بر روی مهمات استفاده می‌شود که سرباز با نگاه کردن به این رنگ می‌تواند تشخیص بدهد مهمات و فاسد است یا نه.

## روش تشخیص
با بررسی فرمول این رنگ گرمارنگی مشخص می‌شود که در ساختار این رنگ از پلیمر‌هایی استفاده شده که با توجه به شرایط حرارتی بدنه پوکه مهمات که بر روی این رنگ زده شده می‌توان فهمید مهمات در زمان انتقال یا نگهداری در دمای محیط فاسد شده‌اند. این مواد در دماهای مختلف اثرات رنگی متفاوتی از خود نشان می‌دهند.

در شرایط دمایی که نیروهای آمریکایی در عراق و افغانستان دارند مهمات فاسد مخصوصاً در سلاح‌های اتوماتیک کالیبر بالا در صورت عمل نکردن یا بد عمل کردن منجر به جراحت و خسارات بسیار به سلاح می‌شوند. از این رنگ بر روی مهمات ۳۰ م م استفاده شده‌است و بنابه گفته شرکت سازنده تا ۱ سال دارای اثر است.